# Purcell (Missouri)
Purcell – miasto w Stanach Zjednoczonych, w stanie Missouri, w hrabstwie Jasper.